# 金 (密西西比州)
金是位於美國密西西比州克拉克縣的鬼鎮。

## 歷史
金的郵局於1905年設立，其後於1913年停運。

## 地理
金所處的海拔為高於海平面98米（即322英呎），而該地所採用的時區為UTC-6，即北美中部時區（CST）。同時該地設有夏令時間，為UTC-6調快一小時，即UTC-5（CDT）。